# کرومسدورف
کرومسدورف (به آلمانی: Kromsdorf) یک شهر در آلمان است که در تورینگن واقع شده‌است. کرومسدورف ۱٬۵۹۵ نفر جمعیت دارد.